# Гайдукова криниця
Гайдуко́ва крини́ця — гідрологічна пам'ятка природи місцевого значення в Україні. Розташована в межах Конотопського району Сумської області, в місті Буринь (поблизу вул. Зарічної).
Площа 0,02 га. Статус надано згідно з рішенням облради від 16.09.2004 року. Перебуває у віданні Буринської міської ради.
Статус надано для збереження джерела питної води.